# 阿奈井文彦
阿奈井 文彦（あない ふみひこ、1938年10月19日 - 2015年3月7日）は、ノンフィクション作家、エッセイスト。本名・穴井典彦（あない ふみひこ）。自称「アホウドリ」。朝鮮（現・韓国）全羅南道筏橋生まれ。

## 経歴
1945年、敗戦後、大分県に引き揚げる。大分県立森高等学校卒業、同志社大学文学部（哲学専攻）入学。教壇に立っていた鶴見俊輔と出会い、「朝鮮半島で生まれ育ち、戦後、大分県に引き揚げてきた自分の体験」を文章にまとめたところ、鶴見の紹介で雑誌「思想の科学」に掲載される。大学中退後、東京でクズ屋に就職。
1965年、ベトナムに平和を!市民連合（ベ平連）発足と同時に参加。開高健の知遇を受け、ベ平連の事務局員となる。
1966年から1967年にかけて戦時下のベトナム各地を取材。ベトナムに残留していた、元日本兵たちと出会う。
帰国後、ベ平連の中の米兵脱走を支援する組織「反戦米兵援助日本技術委員会」(JATEC)に参加。その後、文筆業に入る。代表作は、さまざまな職業の人たちへの聞き書きをまとめた「アホウドリの仕事大全」。
1976年韓国の定着村(ハンセン病回復者の共同体)での日韓ワークキャンプに参加、以後毎年韓国を訪れた。
1980年代は、雑誌「漫画アクション」の名物匿名コラム「アクション・ジャーナル」に、亀和田武、呉智英、関川夏央、堀井憲一郎、村上知彦、山口文憲らとともに、執筆者の一員となった。
また、写真家・映画監督の本橋成一の写真集「サーカスが来る日」に文章を寄せ、のちに本橋が監督した、チェルノブイリ周辺の村を訪れたドキュメタンリー映画「ナージャの村」で、台詞構成を担当した。
2015年3月7日、誤嚥性肺炎のため死去。76歳没。

## 著書
- アホウドリにあいにいった 晶文社 1975 「アホウドリの青春不案内」力富書房
- 商売繁昌 昨今職業づくし 三宅菊子共著 中公新書 1976
- アホウドリ、葬式にゆく 昌文堂 1976
- 喫茶店まで歩いて3分20秒 PHP研究所 1978.3
- からだとの対話 ぼくの野口体操入門記 現代書館 1978.9
- アホウドリの人生不案内 百人社 1981.7
- アホウドリの行きあたりばったり　ケイブンシャ文庫 1984.9
- アホウドリの仕事大全 現代書館 1985.5 のち徳間文庫
- アホウドリのにっぽん不案内 力富書房 1985.6
- アホウドリの女性不案内 新潮社 1985.8
- アホウドリの朝鮮料理入門 1987.8 (新潮文庫)
- アホウドリの韓国ノート 1987年夏 現代書館 1987.12
- 現代事物起源 生まれたモノ・消えたモノ 1978～1987（編）平凡社 1988.5
- ベ平連と脱走米兵  2000.9 (文春新書)
- 名画座時代 消えた映画館を探して 岩波書店 2006.3
- サランヘ夏の光よ 文藝春秋 2009.8